# Elecciones legislativas de Ecuador de 1898
Las elecciones legislativas de Ecuador de 1898 se celebraron ese año para elegir a la 1ra Cámara de Diputados y del Senado de Ecuador de la Constitución de 1897. Se eligieron 71 legisladores, necesitando 36 votos para mayoría del Congreso en pleno. 
Acorde a la normativa de la época, los legisladores eran electos por nominación libre de los electores, sin auspicio partidista o limitaciones por provincia, por lo que en ocasiones un legislador era electo por varias provincias o para ambas cámaras. 

## Senadores
30 Senadores, 16 votos para mayoría de la Cámara del Senado.
| Provincia  | Senador                              |
| ---------- | ------------------------------------ |
| Carchi     | Daniel Burbano de Lara               |
| Carchi     | Manuel Velasco Polanco               |
| Imbabura   | Fernando Perez Quiñonez              |
| Imbabura   | Alejandro Gomez de la Torre Mantilla |
| Pichincha  | Manuel A. Larrea Lizarzaburu         |
| Pichincha  | Carlos Freile Zaldumbide             |
| León       | Jose Rafael Quevedo Coronel          |
| León       | Leopoldo Pino Oquendo                |
| Tungurahua | Angel Modesto Borja Sanchez          |
| Tungurahua | Francisco Hipolito Moncayo Yépez     |
| Chimborazo | Alejandro Pareja Coronel             |
| Chimborazo | Javier Davalos Leon                  |
| Bolívar    | Cesar Cordero                        |
| Bolívar    | Facundo Vela                         |
| Cañar      | Rafael M. Arizaga Machuca            |
| Cañar      | Alberto Muñoz Vernaza                |
| Azuay      | Miguel Prieto                        |
| Azuay      | Juan de Dios Corral Banderas         |
| Loja       | Juan Bautista Cueva Betancourth      |
| Loja       | Francisco de Paula Arias             |
| El Oro     | Juan Francisco Game Valarezo         |
| El Oro     | Manuel I. Carrion                    |
| Guayas     | Jose Rosendo Carbo Rodriguez         |
| Guayas     | Luis Adriano Dillon Reyna            |
| Los Ríos   | José Maria Urbina Jado               |
| Los Ríos   | Rafael Ontaneda                      |
| Manabí     | Alejo Lascano Bahamonde              |
| Manabí     | Juan Polit Cassard                   |
| Esmeraldas | Jose Maria Carbo Aguirre             |
| Esmeraldas | Alejo Lascano Bahamonde              |

## Diputados
41 diputados, 21 votos para mayoría de la Cámara de Diputados.
| Provincia  | Diputado                            |
| ---------- | ----------------------------------- |
| Carchi     | Manuel de Jesus Calle Pesantez      |
| Imbabura   | Pablo Mariano Borja Salazar         |
| Imbabura   | Victor M. Peñaherrera Espinel       |
| Pichincha  | Manuel E. Escudero Viteri           |
| Pichincha  | Teodoro Larrea Gomez de la Torre    |
| Pichincha  | Luis E. Bueno Yerovi                |
| Pichincha  | José Félix Valdivieso Venegas       |
| Pichincha  | Pablo Isaac Navarro Larrea          |
| Pichincha  | Modesto A. Peñaherrera de la Guerra |
| León       | Manuel E. Escudero Viteri           |
| León       | Alejandro Vasconez Cepeda           |
| León       | Antonio E. Arcos Espinosa           |
| Tungurahua | Eduardo Arias Sevilla               |
| Tungurahua | Julio E. Fernandez Sevilla          |
| Tungurahua | Luis Alfredo Martínez Holguín       |
| Chimborazo | Delfin B. Treviño Bravo             |
| Chimborazo | Juan Adalberto Araujo Ordoñez       |
| Chimborazo | Julio R. Barreiro                   |
| Chimborazo | Juan Chiriboga Freire               |
| Bolívar    | Marcos L. Durango del Pozo          |
| Cañar      | Santiago Carrasco Arriaga           |
| Cañar      | Arcesio Pozo Quevedo                |
| Azuay      | Honorato Vasquez Ochoa              |
| Azuay      | Moises Arteaga Valdivieso           |
| Azuay      | Remigio Crespo Toral                |
| Azuay      | Ezequiel Palacios Andrade           |
| Loja       | Agustin Espinosa R.                 |
| Loja       | Agustin Cueva Sanz                  |
| Loja       | Angel Ruben Ojeda Torres            |
| El Oro     | Juan A. Valarezo Romero             |
| Guayas     | Aurelio Aspiazu Cedeño              |
| Guayas     | Martin Aviles Garaycoa              |
| Guayas     | Emilio Estrada Carmona              |
| Guayas     | J. Eliodoro Aviles Zerda            |
| Guayas     | Bartolome C. Huerta Gomez de Urrea  |
| Guayas     | Jose Maria Carbo Aguirre            |
| Los Ríos   | Jose Maria Carbo Aguirre            |
| Manabí     | Bartolome C. Huerta Gomez de Urrea  |
| Manabí     | Manuel G. Chavez                    |
| Manabí     | Francisco A. Intriago Zevallos      |
| Esmeraldas | Pedro Valdez M.                     |

Fuente: